# Anne Veski

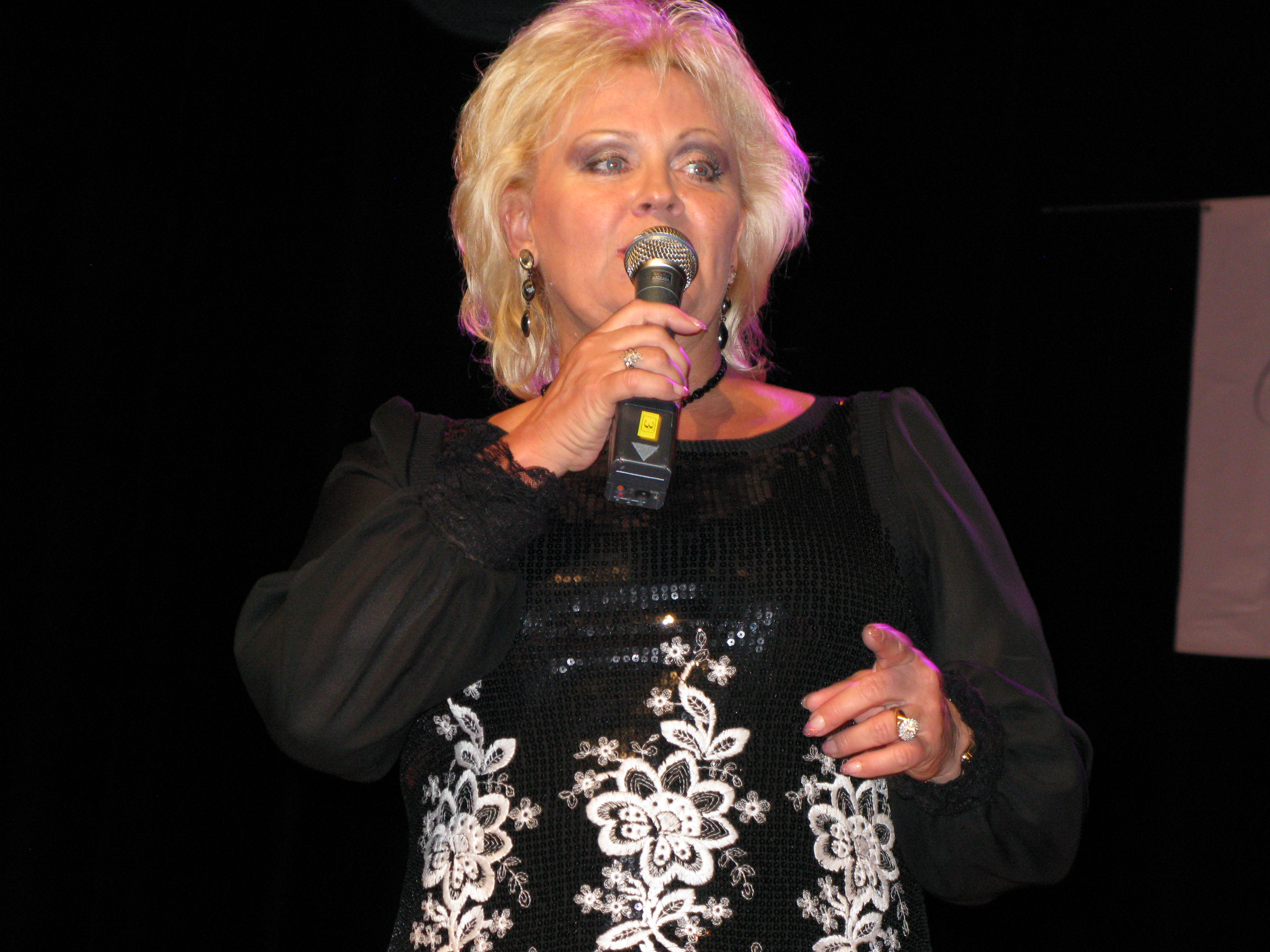
Anne Veski (2011)

Anne Veski (russisch Анне Вески; * 27. Februar 1956 in Rapla, Estnische SSR als Anne Vaarmann) ist eine estnische Popsängerin, die auch auf Russisch singt.
Berühmt wurde Anne Veski Ende der 1970er Jahre vor allem in Estland und anderen Republiken der Sowjetunion, in Finnland und in Polen. Ihr erster Auftritt außerhalb Estlands war in Polen.

## Ehrungen
Am 4. November 2011 erhielt Anne Veski aus der Hand von Dmitri Medwedew den russischen Orden der Freundschaft für ihre Verdienste um die Förderung der Freundschaft, Zusammenarbeit und der kulturellen Beziehungen mit Russland.

## Diskografie
Alben
- 1983: Anne Veski
- 1985: Sind Aeda Viia Tõotan Ma
- 1985: Ja obeschtschaju wam sady (Я обещаю вам сады)
- 1986: Pojot Anne Veski (Поет Анне Вески)
- 1994: Kalejdoskop (Калейдоскоп)
- 1995: Pihtimus
- 1996: Tunnel pod La-Manschem (Туннель под Ла-Маншем)
- 2000: Armukarneval
- 2000: Diiva
- 2001: Swjosdy sowjetskoj estrady (Звезды советской эстрады)
- 2002: Ne grusti, tschelowek (Не грусти, человек)
- 2003: Lootus
- 2003: Imena na wse wremena (Имена на все времена)
- 2004: Ni o tschom ne schalejte (Ни о чем не жалейте)
- 2006: Eesti kullafond
- 2009: Ingleid Ei...
- 2010: Kõike juhtub (Все бывает)
- 2011: Sünnipäev kahele
- 2013: Kallis, kuula
- 2016: Võta minu laul
- 2018: Veereb, aeg nii veereb

Kompilationen
- 1994: Greatest Hits
- 2000: Star Collection
- 2001: Grand Collection

Livealben
- 2008: Live 2008

Singles (Auswahl)
- 1979: Troopikaöö
- 1980: Roosiaia Kuninganna
- 1995: Jätke Võtmed Väljapoole
- 1995: Hea Tuju Laul
- 2000: Idamaa Unenägu (Original: Tarkan – Şımarık)
- 2007: Невозможное возможно (mit Dima Bilan)
- 2024: Sinust Saati (mit Karl Killing)